# Evropské školy
Evropské školy jsou instituce zajišťující vzdělávání pro děti pracovníků institucí Evropské unie, pracovníků ze stálých reprezentací a dalších zastoupení. Pro tyto děti a děti učitelů a pracovníků Evropských škol je vzdělávání bezplatné. Na základě smluv a dohod uzavřených s Nejvyšší radou Evropských škol, mohou tyto školy navštěvovat také děti pracovníků ze soukromých společností, avšak musí platit školné.
Také Česká republika přijala Úmluvu o statutu Evropských škol, a to v roce 2004. Na Evropské škole v Bruselu III a Lucembursku byly dokonce zřízeny české sekce.

## Historie a poslání Evropských škol
Experimentální škola pro výuku žáku různých národností vznikla 1953 v Lucemburku. Ověřování bylo úspěšné a postupně se začaly zakládat další Evropské školy. Tyto školy poskytují primární pětileté a sekundární sedmileté vzdělání. Každá škola zahrnuje několik oblastí, které jsou vyučovány v mateřštině. Kurikula i osnovy jsou pro všechny školy stejné, jsou sestaveny Radou inspektorů a schváleny Nejvyšší radou Evropských škol. Děti, které ještě nedosáhly 6 let (tj. věku nástupu do školy), mohou navštěvovat mateřskou školu. Na každé škole jsou vytvořena oddělení jazykových sekcí, ve kterých jsou žáci vyučováni v rodném jazyce. Může se stát, že na školách není pro některé děti vytvořena jazyková sekce, v tom případě je dětem zajištěno doučování mateřštiny.

## Evropský bakalaureát
Sekundární vzdělání je zakončeno Evropskou maturitou (Evropský bakalaureát či European Baccalaureate). Evropský bakalaureát je uznáván jako vstupní kvalifikace pro studium na všech vysokých školách členských států Evropské unie a v mnoha dalších zemích. V případě České republiky je to upraveno přímo vysokoškolským zákonem. Zkušebním komisím, které dohlížejí ve všech Evropských školách na zkoušky vedoucí k Evropské maturitě, předsedá univerzitní profesor ze země aktuálně předsedající Nejvyšší radě Evropských škol. V písemné a ústní zkoušce se ověřují znalosti z předmětů vyučovaných v 6. a 7. ročníku sekundárního cyklu.

## Výuka a hodnocení
Evropské školy se zaměřují hlavně na výuku jazyků. Mimo mateřštinu se žáci již od prvního ročníku (1.cyklu) učí první cizí jazyk a od prvního ročníku (2.cyklu) druhý cizí jazyk. Od třetího ročníku (2.cyklu) se vyučuje dějepis a zeměpis v prvním cizím jazyce, který se nazývá jazykem pracovním.
Při hodnocení se vychází ze základních dokumentů (vznikaly v letech 2005-2007), které určují požadavky na hodnocení žáků a autoevaluaci učitele:
- General introduction to the nursery and primary school curricula
- Quality Assurance and Development in the European Schools
- Guidelines for Primary Education
- Integration of pupils with special needs into the European Schools
- Learning support in the nursery and primary cycles

V Evropských školách se užívá jednak hodnocení formativní (u nás třeba čtvrtletí nebo pololetí), a také hodnocení průběžné (ústní - v průběhu činnosti, grafické - např. smajlíky, sluníčka třeba u diktátů nebo samostatných cvičení, slovní - většinou spojeno s grafickým např.: Jardo, velká písmena už zvládáš hezky, občas ti ale dělají problém háčky a čárky. Zkus se na tento problém více zaměřit...) K efektivnímu hodnocení je však důležitý přístup a spolupráce rodičů. Vždy na začátku školního roku probíhají seznamovací schůzky pro rodiče, kde jim je vysvětlen přístup i způsoby a metody hodnocení. Další schůzka je v listopadu, kde jsou rodiče seznamováni s průběžnými výsledky svých dětí (s dětmi byly tyto výsledky předem prokonzultovány). A stejně jako u nás dostávají děti v únoru pololetní vysvědčení, v Evropských školách se posílá rodičům písemná zpráva, opět předem prokonzultovaná s žáky. U nás jsou žáci klasifikování stupni 1-5, na Evropských školách se hodnotí podle 4-škálové stupnice (podle toho na kolik byla daná kompetence osvojena). Na jednu stranu má tato stupnice jisté výhody, avšak přináší také řadu nedomyšlených nevýhod.

## Sebehodnocení
V evropských školách je kladen velký důraz na sebehodnocení žáků. Na základě sebehodnocení žák za sebe a své učení přebírá zodpovědnost, sbírá potřebnou motivaci k učení a lépe se ztotožňuje sám se sebou. Proto, aby sebehodnocení mělo nějaký význam, je zapotřebí držet se určitých podmínek jako např. učitel musí zajistit dítěti příznivé klima, kde se dítě bude cítit uvolněně, bez stresu a získá si pocit důvěry, důležité je nechat dítěti dostatek času a prostoru pro vlastní vyjádření, a také vyjádřit svůj názor - souhlas či nesouhlas s hodnocením dítěte. Rodiče jsou opět pravidelně informováni o sebehodnocení dítěte. Žáci mají často na sebehodnocení speciální hodnotící knížky.